# Zdešov
Zdešov (německy Sdeschow) je vesnice, část obce Jarošov nad Nežárkou v okrese Jindřichův Hradec v Jihočeském kraji. Nachází se asi 5,5 kilometru severovýchodně od Jarošova nad Nežárkou. Zdešov je také název katastrálního území o rozloze 4,66 km².

## Historie
První písemná zmínka o vesnici pochází z roku 1485.

## Obyvatelstvo
| Rok            | 1869 | 1880 | 1890 | 1900 | 1910 | 1921 | 1930 | 1950 | 1961 | 1970 | 1980 | 1991 | 2001 | 2011 | 2021 |
| -------------- | ---- | ---- | ---- | ---- | ---- | ---- | ---- | ---- | ---- | ---- | ---- | ---- | ---- | ---- | ---- |
| Počet obyvatel | 186  | 231  | 214  | 215  | 248  | 237  | 214  | 151  | 149  | 165  | 161  | 173  | 173  | 158  | 154  |
| Počet domů     | 26   | 29   | 30   | 30   | 33   | 36   | 37   | 37   | 35   | 34   | 36   | 46   | 53   | 53   | 55   |

## Obecní správa
Při sčítání lidu v letech 1850–1879 Zdešov byl osadou obce Vlčetín v okrese Pelhřimov. V letech 1880–1979 byl samostatnou obcí, se kterým patřil nejprve do okresu Pelhřimov, ale v letech 1900–1950 v okrese Kamenice nad Lipou a od roku 1960 v okrese Jindřichův Hradec. Od 1. ledna 1980 je částí obce Jarošov nad Nežárkou v okrese Jindřichův Hradec. Od 30. dubna 1976 do 31. prosince 1979 k obci patřily Hostějeves, Kamenný Malíkov, Nekrasín a Pejdlova Rosička.

## Pamětihodnosti
- Kaple Nanebevzetí Panny Marie

## Galerie

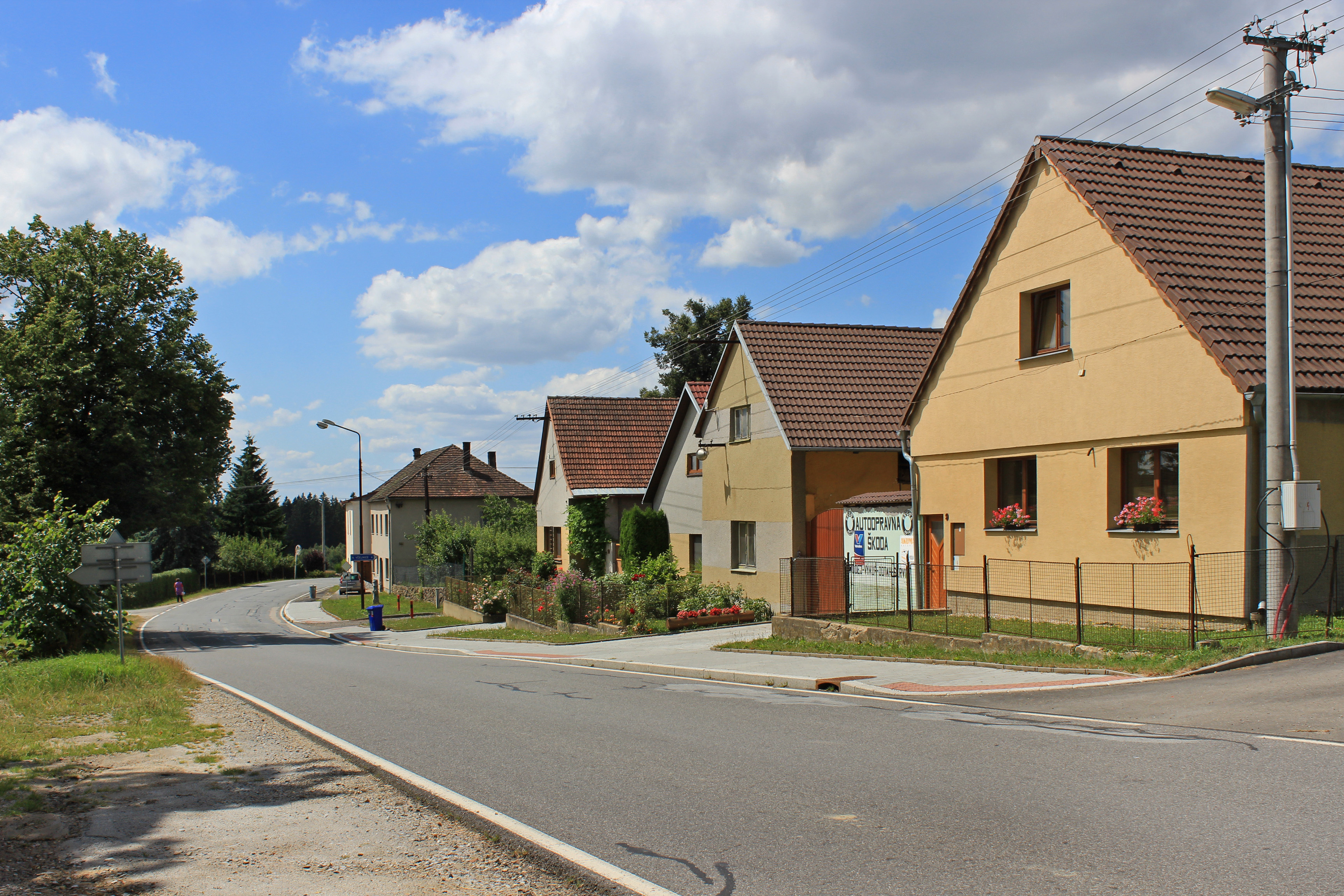
Silnice II/132
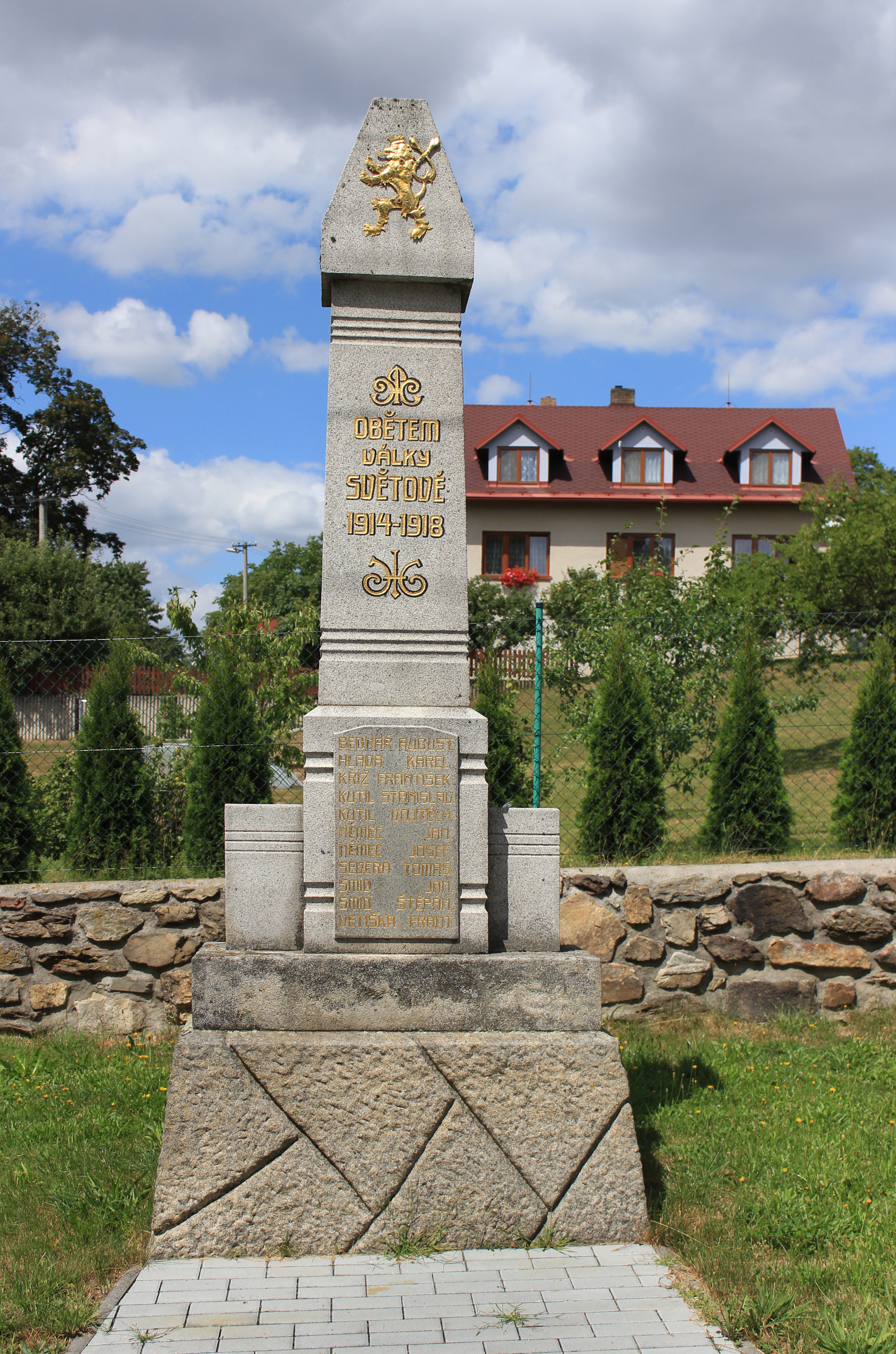
Památník obětem první světové války
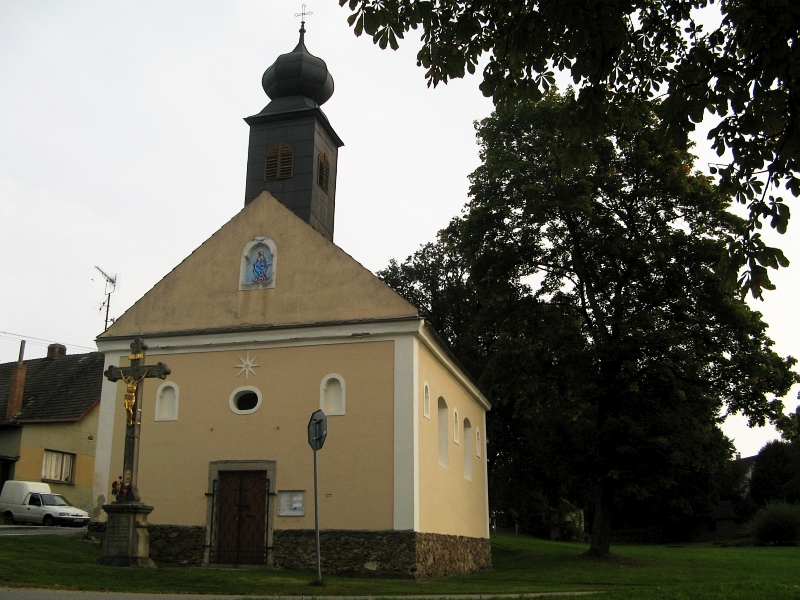
Kaple Nanebevzetí Panny Marie
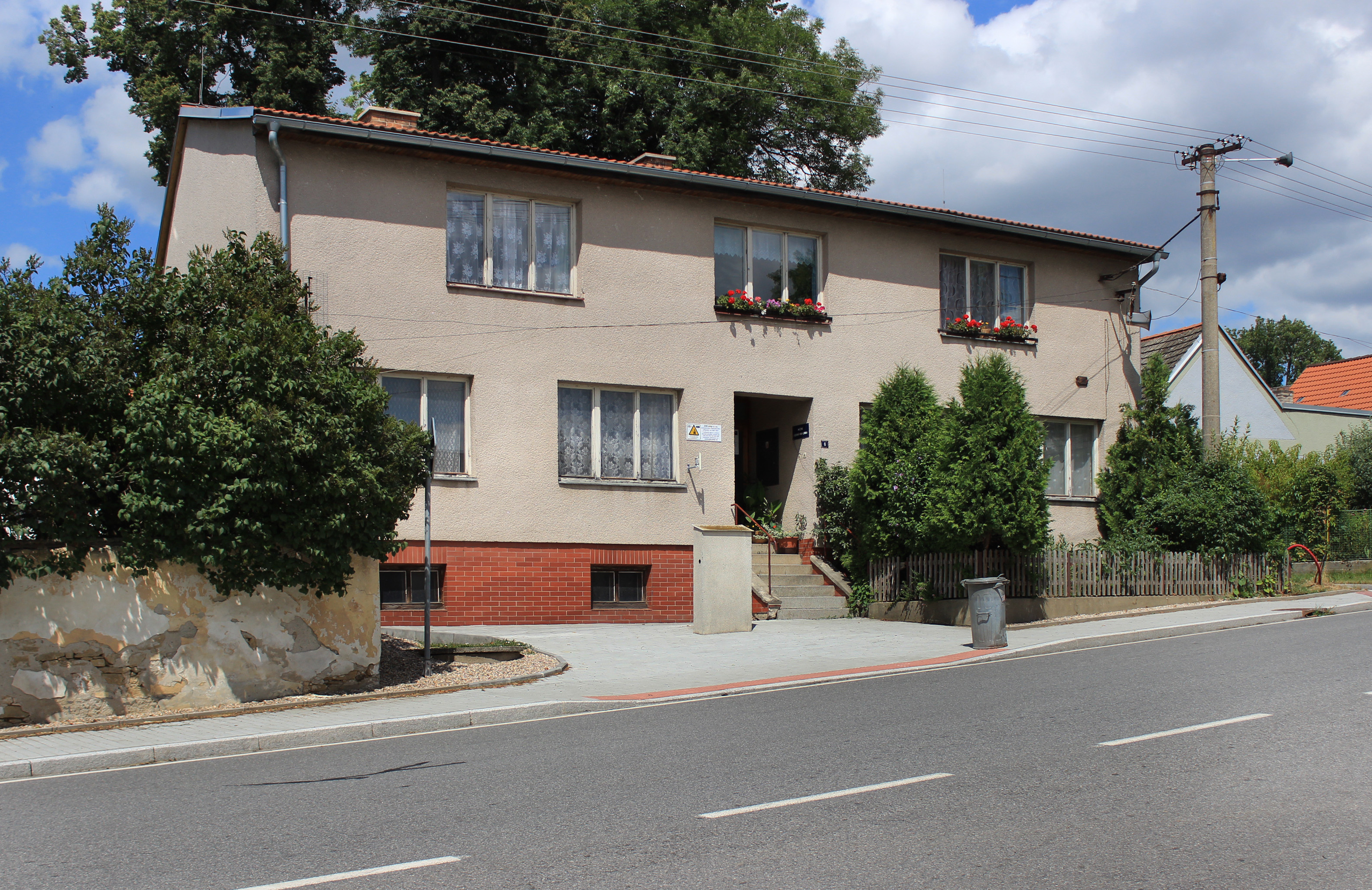
Lidová knihovna